# Daniel Richter (peintre)
Pour les articles homonymes, voir Daniel Richter.
Daniel Richter (né le 18 décembre 1962 à Eutin) est un peintre allemand.

## Biographie
La mère de Daniel Richter tenait un café à la fin des années 1970, son père était chauffeur de camion, employé dans les années 1970 et travailla pour une compagnie d'assurance. Élevé à Lütjenburg, Daniel Richter arrive en 1980 à Hambourg et fréquente le milieu punk et antifasciste. En 1991, il s'inscrit à la Hochschule für bildende Künste Hamburg, école qui ne demande pas l'abitur, étudie jusqu'en 1995 grâce à la volonté de Werner Büttner et y rencontre Martin Kippenberger puis est assistant d'Albert Oehlen. Daniel Richter conçoit des pochettes de disques pour le label hambourgeois Buback, dont il est l'unique propriétaire depuis 2005, et Chicks on Speed Records.
En 1995, il participe à l'exposition collective Scharfer Blick: Der deutsche Künstlerbund à la Bundeskunsthalle Bonn et l'exposition de ses œuvres à la Galerie Jürgen Becker à Hambourg. En 2001, Daniel Richter présente sa première exposition personnelle à la Kunsthalle Kiel. De 2004 à 2006, il est professeur de peinture à l'Université des arts de Berlin. Après avoir démissionné prématurément de son poste par dépit, il prend la chaire de l’espace pictural étendu à l'Académie des Beaux-Arts de Vienne en octobre 2006.
Richter vit et travaille à Berlin, Hambourg et Vienne. Il épousa la directrice de théâtre Angela Richter. Après son divorce, il se marie à la photographe autrichienne Hanna Putz en 2020. En 2018, Hanna Putz et Daniel Richter fondent l'éditeur de livres d'art Pampam Publishing.
Daniel Richter est membre du mouvement DiEM25, fondé en 2016.

## Œuvre
Daniel Richter peint exclusivement de manière abstraite jusqu'en 2000. Dans ses premières œuvres, il traite principalement de problèmes purement formels en peinture. Dans le contexte de sa propre histoire, il le considère comme le médium le plus inerte de tous et explore ses possibilités dans ses images. À partir de 2000, des moments figuratifs s'insinuent dans ses images, qui deviennent finalement des motifs entièrement narratifs et figuratifs. Le contenu psycho-intellectuel peut parfois être interprété de manière autobiographique, mais peut être lu dans un sens plus large comme le miroir d'un état du monde subjectivement perçu et traitant de questions politiques.
Les œuvres de Daniel Richter atteignent jusqu'à 1,4 million d'euros aux enchères, ce qui en fait l'un des artistes les plus chers de sa génération. En août 2007, il mène cependant une expérience artistique devant les portes du Centre Georges-Pompidou à Paris, peignant des portraits de touristes incognito en tant que peintre de rue pour 5 euros.
Les peintures de Richter font référence à la photographie documentaire, à l'histoire de l'art et à l'actualité. Ils sont généralement très colorés, de grande taille et couverts de stries et d'incrustations.

## Filmographie
- Daniel Richter, film documentaire allemand de Pepe Danquart, 2023.